# Лаграндж (Огайо)
Лаграндж (англ. LaGrange) — селище (англ. village) в США, в окрузі Лорейн штату Огайо. Населення — 2595 осіб (2020).

## Географія
Лаграндж розташований за координатами 41°14′25″ пн. ш. 82°7′8″ зх. д. / 41.24028° пн. ш. 82.11889° зх. д. (41.240297, -82.118861).  За даними Бюро перепису населення США в 2010 році селище мало площу 5,21 км², з яких 5,20 км² — суходіл та 0,01 км² — водойми.

## Демографія
Згідно з переписом 2010 року, у селищі мешкали 2103 особи в 726 домогосподарствах у складі 569 родин. Густота населення становила 403 особи/км².  Було 789 помешкань (151/км²).
Расовий склад населення:
| - 96,6 % — білих - 0,7 % — корінних американців - 0,4 % — чорних або афроамериканців - 0,2 % — азіатів |

До двох чи більше рас належало 1,7 %. Частка іспаномовних становила 1,9 % від усіх жителів.
За віковим діапазоном населення розподілялося таким чином: 25,7 % — особи молодші 18 років, 59,9 % — особи у віці 18—64 років, 14,4 % — особи у віці 65 років та старші. Медіана віку мешканця становила 41,4 року. На 100 осіб жіночої статі у селищі припадало 94,0 чоловіків;  на 100 жінок у віці від 18 років та старших — 87,4 чоловіків також старших 18 років.
Середній дохід на одне домашнє господарство  становив 65 740 доларів США (медіана — 56 548), а середній дохід на одну сім'ю — 69 465 доларів (медіана — 64 205). Медіана доходів становила 50 848 доларів для чоловіків та 35 481 долар для жінок. За межею бідності перебувало 10,6 % осіб, у тому числі 19,4 % дітей у віці до 18 років та 4,4 % осіб у віці 65 років та старших.
Цивільне працевлаштоване населення становило 1060 осіб. Основні галузі зайнятості: освіта, охорона здоров'я та соціальна допомога — 22,4 %, виробництво — 18,3 %, науковці, спеціалісти, менеджери — 11,2 %, роздрібна торгівля — 9,9 %.